# Lespesia martinezi
Lespesia martinezi là một loài ruồi trong họ Tachinidae.